# Eusebi (cònsol 489)
Flavi Eusebi (en grec antic: Εὐσέβιος) va ser un buròcrata de l'Imperi Romà d'Orient. Va ser magister officiorum (492-497) sota el govern d'Anastasi I, i nomenat dues vegades cònsol per a Constantinoble: una vegada el 489 amb Petroni Probe com a homòleg occidental; i de nou el 493 amb Albí com a homòleg.
El fet que fos nomenat cònsol dues vegades suggereix que d'alguna manera estava relacionat amb l'emperador Anastasi.